# پرچم صربستان و مونته‌نگرو
پرچم صربستان و مونته‌نگرو در ۳ فوریه ۱۹۹۲ پذیرفته شد.